# Izrael nemzeti parkjai és természeti rezervátumai
Izraeli nemzeti parkok és természeti rezervátumok listája.
2015-ben az Izraeli Természetvédelmi Hivatal több mint 70 nemzeti parkot és több mint 200 természeti rezervátumot tart számon az országban. A nemzeti parkok jelentős része régészeti feltárás romterülete.
2011-ben a leglátogatottabb parkok ezek voltak: Jarkon Park Tel-Avivban, Cézárea, Én-Gedi és Tel Dan . A külföldiek körében a legnépszerűbbek Cézáreán és Én-Gedin túl Bét-Seán, Kafarnaum, Avdat, Bét Guvrin, Herodium , Tel Hácór, Tel Megiddo, Hamat Tiberias, Nachal Arugot , a Tábor-hegy, a Kármel-hegy, Masszáda, Gan HaShlosha  Népszerű természeti rezervátumok még délen a Coral Beach  Eilatban, északon a Hula, a Galileai-tótól északra a Hula-völgyben és a Gamla a Golán-fennsíkon.
Ez egy részleges lista, amely csak a legismertebb nemzeti parkokat és természeti rezervátumokat tartalmazza.

## Fordítás
- Ez a szócikk részben vagy egészben  a(z)   Список национальных парков Израиля című orosz Wikipédia-szócikk fordításán alapul.  Az eredeti cikk szerkesztőit annak laptörténete sorolja fel. Ez a jelzés csupán a megfogalmazás eredetét és a szerzői jogokat jelzi, nem szolgál a cikkben szereplő információk forrásmegjelöléseként.